# Medamud
Medamud ali Nag al-Madamud (iz egipčanskega Madu, arabsko المدامود, al-Madāmūd, daljše  نجع المدامود, Nadsch' al-Madamud)  je bilo naselje v Starem Egiptu. Njegove ruševine so približno 8 km rovzhodno od Luksorja.
V naselju je bil tempelj tebanskega boga vojne in sonca Montuja. Ruševine naselja je raziskoval  Fernand Bisson de la Roque leta 1925 in odkril več zgradb, posvečenih bogu Montuju.

## Zgodovina
Preprost tempelj je v Medamudu stal že proti koncu Starega kraljestva ali  v Prvem vmesnem obdobju. Tempelj je bil obzidan in je stal pod sedanjim templjem. Pred templjem in za njim je bil po en pilon, v njem pa   dve podzemni svetišči. Nad podzemnima komorama sta bili peščeni gomili, ki sta označevali njuno lego.
V Dvanajsti dinastiji v Srednjem kraljestvu je bil mestu starega templja zgrajem nov in mnogo večji tempelj. 

## Vir
- Guy Rachet: Dictionnaire de la Civilisation égyptienne, Larousse-Bordas, 1998, ISBN 2-03-720330-6.